# Arroyo Lumbre
Arroyo Lumbre är en ort i Mexiko.   Den ligger i kommunen San Juan Lalana och delstaten Oaxaca, i den sydöstra delen av landet, 400 km sydost om huvudstaden Mexico City. Arroyo Lumbre ligger 242 meter över havet och antalet invånare är 249.
Terrängen runt Arroyo Lumbre är huvudsakligen kuperad, men söderut är den bergig. Runt Arroyo Lumbre är det glesbefolkat, med 19 invånare per kvadratkilometer. Närmaste större samhälle är Ignacio Zaragoza, 3,3 km nordväst om Arroyo Lumbre. I omgivningarna runt Arroyo Lumbre växer i huvudsak städsegrön lövskog.